# Pseudipochira albertisi
Pseudipochira albertisi är en skalbaggsart som beskrevs av Stefan von Breuning 1956. Pseudipochira albertisi ingår i släktet Pseudipochira och familjen långhorningar. Inga underarter finns listade i Catalogue of Life.